# 달인 (개그콘서트)
〈달인〉은 2007년 12월 9일부터 2011년 11월 13일까지 4년 동안 방영된 《개그콘서트》의 최장수 코너이다.

## 역사
- 2007년 12월 9일부터 첫 방송은 〈달인을 만나다〉라는 제목으로 방영되었다가, 1주일 만에 해당 제목으로 바뀌어 2011년 11월 13일까지 방영되었다.[2]

## 특징
"음식 한입에 먹기, 웃음 참기, 느끼한 음식 먹기" 등 한 분야에서 16년 동안 천고의 수행 끝에 달인의 경지에 올랐다고 억지주장을 내세우면서 그럴싸하게 말을 하지만 결정적 단서 때문에 엉터리임이 탄로난다는 이야기를 담고 있다. 이 코너의 후반에서는 김병만이 도망치거나 살려달라고 애원하거나 하면서 류담에게 머리를 얻어맞는다. " ~ 해 봤어요? 안 해 봤으면 말을 하지 마세요", "약 5만 7천 개 정도 됩니다" 등 달인이 허세를 부리는 말투와 수제자역인 노우진의 어리바리한 언행과 함께 달인의 명성에 맞지 않는 별칭과도 같은 우스꽝스러운 호(건축의 달인 "붕괴", 유연함의 달인 "로봇", 의학의 달인 "돌팔", 음악의 달인 "음치", 문학의 달인 "문맹", 냉탕의 달인 "동태", 자격증의 달인 "야매", 한글의 달인 "A", 송편의 달인 "케익") 등이 특징이다. 최근 들어서는 요령을 피우려는 김병만과 이를 눈치채고 막으려는 노우진이 서로 신경전을 벌이기도 하였다.

## 유행어
- 류담
  - 꽝!!
  - 못하면 들어가라!
  - 뭐!
  - 아유!
  - 뭐라고요?
  - 뭐하냐?
  - 들어가봐
  - ○○도 하신다고 들어봤습니다.
  - 야 너도 ○○ 할 수 있냐?
  - 나가
- 김병만
  - 약 5만 7천 여 개 정도 됩니다.
  - ~ 해 봤어요?
  - 안 해 봤으면 말을 하지 마세요.
  - 어디서 그런 얘기를 자꾸 들어요?
  - 아 아닙니다.

## 출연자

### 고정 출연
- 류담 : 진행자 역
- 김병만 : 달인 역
- 노우진 : 수제자 역

### 특별 출연

#### 2008년
- 신현준 : 인맥의 달인 편에서 전화 통화 (2월 24일)
- 유오성 : 카메오의 달인 편에서 출연 (12월 21일)

#### 2009년
- 차태현 : 의학의 달인 편에서 출연 (1월 25일)
- 임창정 : 집중력의 달인 편에서 출연 (3월 8일)
- 정윤석 : 호신용품의 달인 편에서 출연 (3월 15일)
- 문희준 : 엉덩이의 달인 편에서 출연 (7월 12일)
- 이문식 : 웃기의 달인 편에서 출연 (9월 6일)
- 밥 샙 : 이종격투기의 달인 편에서 출연 (10월 25일)

#### 2010년
- 차명지 : 평균대의 달인 편에서 출연 (3월 14일)
- 후인정 : 피하기의 달인 편에서 출연 (9월 19일)
- 심형래 : 슬랩스틱의 달인 편에서 출연 (12월 26일)

#### 2011년
- 발레리 두세 : 공중천 달인 편에서 출연 (6월 26일)
- 박상민, 차태현, 김정은 : 인맥의 달인 편에서 출연 (7월 3일)
- 황유현 : 프리러닝의 달인 편에서 출연 (9월 18일)

### 그 외
- 김대희 : 2008년 2월 10일 류담 대역으로 출연. 이유는 2월 5일 류담 부친상.[3]
- 서태훈 : 2019년 5월 26일 (1000회 특집 2부) MC 역으로 출연.

## 에피소드 목록
2007년부터 2008년까지는 다른 코너들 사이마다 2~3편씩 방영되었고, 2009년부터는 정규 코너로 편성하였다.

### 2007년
| 회차 | 방송일           | 주제                        | 호   |
| ---- | ---------------- | --------------------------- | ---- |
| 1-1  | 2007년 12월 9일  | 한국 와인감별사대회 우승자  | -    |
| 1-2  | 2007년 12월 9일  | 판소리의 대가               | -    |
| 2-1  | 2007년 12월 16일 | 한국 최고의 명필            | 백향 |
| 2-2  | 2007년 12월 16일 | 뜨거운 라면 빨리먹기의 달인 | -    |
| 2-3  | 2007년 12월 16일 | 가위바위보의 달인           | -    |
| 3-1  | 2007년 12월 23일 | 변을 보지 않는 달인         | 무변 |
| 3-2  | 2007년 12월 23일 | 눈을 깜빡이지 않는 달인     | 개안 |
| 4    | 2007년 12월 30일 | 김밥의 달인                 | 삼각 |

### 2008년
| 회차 | 방송일                              | 주제                                   | 호      |
| ---- | ----------------------------------- | -------------------------------------- | ------- |
| 5-1  | 2008년 1월 6일                      | 세계 최고의 계산가                     | 일수    |
| 5-2  | 2008년 1월 6일                      | 고통을 못느끼는 달인                   | 무통    |
| 6-1  | 2008년 1월 13일                     | 사람의 마음을 정확하게 꿰뚫어보는 달인 | 라식    |
| 6-2  | 2008년 1월 13일                     | 간지럼을 못느끼는 달인                 | 불감    |
| 7-1  | 2008년 1월 20일                     | 종이접기의 달인                        | A4      |
| 7-2  | 2008년 1월 20일                     | 무술의 달인                            | 흰띠    |
| 7-3  | 2008년 1월 20일                     | 단 한숨도 잠을 안 자는 달인            | 알람    |
| 8-1  | 2008년 1월 27일                     | 발음의 달인                            | 버벅    |
| 8-2  | 2008년 1월 27일                     | 방귀의 달인                            | 뽀옹~   |
| 8-3  | 2008년 1월 27일                     | 약속을 지키지 않는 달인                | 쏘리    |
| 9-1  | 2008년 2월 3일                      | 여자보기를 평생 돌같이 생각하는 달인   | 부킹    |
| 9-2  | 2008년 2월 3일                      | 아무런 맛도 느끼지 못하는 달인         | 설태    |
| 9-3  | 2008년 2월 3일                      | 묵언 수행을 하고 살아온 달인           | 음소거  |
| 10-1 | 2008년 2월 10일                     | 하루도 빼지 않고 산삼을 캐온 달인      | 짝퉁    |
| 10-2 | 2008년 2월 10일                     | 한 자세로만 살아온 달인                | 죽돌    |
| 10-3 | 2008년 2월 10일                     | 싸인의 달인                            | 매직    |
| 10-4 | 2008년 2월 10일                     | 까불기의 달인                          | 맴매    |
| 11-1 | 2008년 2월 17일                     | 폐활량의 달인                          | 콜록    |
| 11-2 | 2008년 2월 17일                     | 참을인의 달인                          | 뚜껑    |
| 11-3 | 2008년 2월 17일                     | 추위를 못느끼고 살아온 달인            | 오한    |
| 12-1 | 2008년 2월 24일                     | 인맥의 달인 (1)                        | 쓸쓸    |
| 12-2 | 2008년 2월 24일                     | 최면술의 달인                          | 잠결    |
| 12-3 | 2008년 2월 24일                     | 느끼한 음식의 달인                     | 얼큰    |
| 13-1 | 2008년 3월 2일                      | 기억력의 달인                          | 아차    |
| 13-2 | 2008년 3월 2일                      | 다리찢기의 달인                        | 식초    |
| 13-3 | 2008년 3월 2일                      | 격파의 달인                            | 골병    |
| 14-1 | 2008년 3월 9일                      | 끝말잇기의 달인                        | 꿍스    |
| 14-2 | 2008년 3월 9일                      | 솔직함의 달인                          | 뽀록    |
| 14-3 | 2008년 3월 9일                      | 표정의 달인                            | 뽀샵    |
| 15-1 | 2008년 3월 16일                     | 후각의 달인                            | 축농    |
| 15-2 | 2008년 3월 16일                     | 무관심의 달인                          | 솔깃    |
| 15-3 | 2008년 3월 16일                     | 미술의 달인                            | 홍대    |
| 16-1 | 2008년 3월 23일                     | 도전의 달인                            | 무한    |
| 16-2 | 2008년 3월 23일                     | 뻔뻔함의 달인                          | 수줍    |
| 16-3 | 2008년 3월 23일                     | 발명의 달인                            | 재탕    |
| 17-1 | 2008년 3월 30일                     | 유혹의 달인                            | 주운~나 |
| 17-2 | 2008년 3월 30일                     | 급한성격의 달인                        | 조퇴    |
| 17-3 | 2008년 3월 30일                     | 강심장의 달인                          | 엄마    |
| 18-1 | 2008년 4월 6일                      | 요리의 달인                            | 3분     |
| 18-2 | 2008년 4월 6일                      | 개그의 달인                            | 펭귄    |
| 19-1 | 2008년 4월 13일                     | 투시의 달인                            | 몰카    |
| 19-2 | 2008년 4월 13일                     | 동물의 달인                            | 멸종    |
| 20   | 2008년 4월 20일                     | 춤의 달인                              | 히릿    |
| 21-1 | 2008년 4월 27일                     | 트림 안하는 달인                       | 입덧    |
| 21-2 | 2008년 4월 27일                     | 오목의 달인                            | 쌍삼    |
| 21-3 | 2008년 4월 27일                     | 앉기의 달인                            | 치질    |
| 22   | 2008년 5월 4일                      | 구조의 달인                            | 실종    |
| 23-1 | 2008년 5월 11일                     | 한자의 달인                            | 토익    |
| 23-2 | 2008년 5월 11일                     | 균형감각의 달인                        | 멀미    |
| 24-1 | 2008년 5월 18일                     | 팔씨름의 달인                          | 골절    |
| 24-2 | 2008년 5월 18일                     | 은둔의 달인                            | 검색    |
| 25-1 | 2008년 5월 25일                     | 축구의 달인                            | 퇴장    |
| 25-2 | 2008년 5월 25일                     | 사교성의 달인                          | 쌩까    |
| 26-1 | 2008년 6월 1일                      | 성대모사의 달인                        | 결절    |
| 26-2 | 2008년 6월 1일                      | 싸움의 달인                            | 호구    |
| 27-1 | 2008년 6월 8일                      | 스포츠 마사지의 달인                   | 파스    |
| 27-2 | 2008년 6월 8일                      | 텀블링의 달인                          | 동춘    |
| 28-1 | 2008년 6월 15일                     | 좋은 서비스의 달인                     | 덤탱    |
| 28-2 | 2008년 6월 15일                     | 구사일생의 달인                        | 좀비    |
| 29-1 | 2008년 6월 22일                     | 청각의 달인                            | 귓밥    |
| 29-2 | 2008년 6월 22일                     | 외계인의 달인                          | 별밤    |
| 30-1 | 2008년 6월 29일                     | 강의의 달인                            | 휴강    |
| 30-2 | 2008년 6월 29일                     | 물 안먹기의 달인                       | 하마    |
| 31-1 | 2008년 7월 6일                      | 생명존중의 달인                        | 백정    |
| 31-2 | 2008년 7월 6일                      | 수집의 달인                            | 신상    |
| 32-1 | 2008년 7월 13일                     | 마술의 달인                            | 그날    |
| 32-2 | 2008년 7월 13일                     | 잠자기의 달인                          | 신혼    |
| 33-1 | 2008년 7월 20일                     | 맛집의 달인                            | 그지    |
| 33-2 | 2008년 7월 20일                     | 퇴마의 달인                            | 헛것    |
| 34-1 | 2008년 7월 27일                     | 그림의 달인                            | 조폭    |
| 34-2 | 2008년 7월 27일                     | 말아먹기의 달인                        | 부도    |
| 35-1 | 2008년 8월 3일                      | 속독의 달인                            | 문맹    |
| 35-2 | 2008년 8월 3일                      | 돌리기의 달인                          | 뺑이    |
| 36-1 | 2008년 8월 8일 (베이징 올림픽 특집) | 수영의 달인                            | 생선    |
| 36-2 | 2008년 8월 8일 (베이징 올림픽 특집) | 육상의 달인                            | 하니    |
| 36-3 | 2008년 8월 8일 (베이징 올림픽 특집) | 양궁의 달인                            | 근시    |
| 36-4 | 2008년 8월 8일 (베이징 올림픽 특집) | 역도의 달인                            | 미란    |
| 37-1 | 2008년 8월 10일                     | 신뢰의 달인                            | 담보    |
| 37-2 | 2008년 8월 10일                     | 연기의 달인                            | 재연    |
| 38-1 | 2008년 8월 17일                     | 장수의 달인                            | 지병    |
| 38-2 | 2008년 8월 17일                     | 쿵푸의 달인                            | 팬더    |
| 39-1 | 2008년 8월 24일                     | 묵찌빠의 달인                          | 졌다    |
| 39-2 | 2008년 8월 24일                     | 작곡의 달인                            | 음치    |
| 40-1 | 2008년 8월 31일                     | 완벽주의의 달인                        | 허당    |
| 40-2 | 2008년 8월 31일                     | 개의 달인                              | 말복    |
| 41-1 | 2008년 9월 7일                      | 욱의 달인                              | 미안    |
| 41-2 | 2008년 9월 7일                      | 안웃기의 달인                          | 썩소    |
| 42-1 | 2008년 9월 14일                     | 유도의 달인                            | 태권    |
| 42-2 | 2008년 9월 14일                     | 수염의 달인                            | 무모    |
| 43-1 | 2008년 9월 21일                     | 면역의 달인                            | 세균    |
| 43-2 | 2008년 9월 21일                     | 차력의 달인                            | 입원    |
| 44-1 | 2008년 9월 28일                     | 초능력의 달인                          | 둘리    |
| 44-2 | 2008년 9월 28일                     | 과학의 달인                            | 문과    |
| 45-1 | 2008년 10월 5일                     | 낚시의 달인                            | 해적    |
| 45-2 | 2008년 10월 5일                     | 한글의 달인                            | A       |
| 46-1 | 2008년 10월 12일                    | 금연의 달인                            | 돗대    |
| 46-2 | 2008년 10월 12일                    | 관절의 달인                            | 팝핀    |
| 47-1 | 2008년 10월 19일                    | 샌드위치의 달인                        | 백반    |
| 47-2 | 2008년 10월 19일                    | 발그림의 달인                          | 무좀    |
| 47-3 | 2008년 10월 19일                    | 발차기의 달인 (1)                      | 개발    |
| 48-1 | 2008년 10월 26일                    | 악기의 달인 (1)                        | 체대    |
| 48-2 | 2008년 10월 26일                    | 재활용품의 달인                        | 신상    |
| 49-1 | 2008년 11월 2일                     | 청렴결백의 달인                        | 수배    |
| 49-2 | 2008년 11월 2일                     | 자격증의 달인                          | 야매    |
| 50   | 2008년 11월 9일                     | 유연함의 달인                          | 로봇    |
| 51-1 | 2008년 11월 16일                    | 철두철미의 달인                        | 구멍    |
| 51-2 | 2008년 11월 16일                    | 껍질의 달인                            | 내장    |
| 52-1 | 2008년 11월 23일                    | 박치기의 달인                          | 띨빡    |
| 52-2 | 2008년 11월 23일                    | 우정의 달인                            | 홀로    |
| 53-1 | 2008년 11월 30일                    | 건설의 달인                            | 붕괴    |
| 53-2 | 2008년 11월 30일                    | 행운의 달인                            | 쎄뻑    |
| 54   | 2008년 12월 7일                     | 행위예술의 달인                        | 뻘짓    |
| 55   | 2008년 12월 14일                    | 맨발의 달인                            | 기봉    |
| 56   | 2008년 12월 21일                    | 까메오의 달인                          | 꼽살    |
| 57-1 | 2008년 12월 28일                    | 리모델링의 달인                        | 철거    |
| 57-2 | 2008년 12월 28일                    | 갈아먹기의 달인                        | 틀니    |

### 2009년
| 회차 | 방송일                       | 주제                 | 호   |
| ---- | ---------------------------- | -------------------- | ---- |
| 58   | 2009년 1월 4일               | 약의 달인            | 식후 |
| 59   | 2009년 1월 11일              | 늑대의 달인          | 응큼 |
| 60   | 2009년 1월 18일              | 철봉의 달인          | 대롱 |
| 61   | 2009년 1월 25일              | 의학의 달인          | 돌팔 |
| 62   | 2009년 2월 1일               | 윷놀이의 달인        | 빽도 |
| 63   | 2009년 2월 8일               | 짚공예의 달인        | 집시 |
| 64   | 2009년 2월 15일              | 한 입의 달인         | 얹혀 |
| 65   | 2009년 2월 22일              | 기록의 달인          | 약물 |
| 66   | 2009년 3월 1일               | 갈아입기의 달인      | 허물 |
| 67   | 2009년 3월 8일               | 집중력의 달인        | 야동 |
| 68   | 2009년 3월 15일              | 호신용품의 달인      | 범인 |
| 69   | 2009년 3월 22일              | 손 안빼기의 달인     | 악수 |
| 70   | 2009년 3월 29일              | 정강이의 달인        | 절뚝 |
| 71   | 2009년 4월 5일               | 점프의 달인          | 강시 |
| 72   | 2009년 4월 12일              | 중국기예의 달인      | 황사 |
| 73   | 2009년 4월 19일              | 사진찍기의 달인      | 김치 |
| 74   | 2009년 4월 26일              | 다이어트의 달인      | 요요 |
| 75   | 2009년 5월 3일               | 무게중심의 달인      | 휘청 |
| 76   | 2009년 5월 10일              | 어부바의 달인        | 유모 |
| 77   | 2009년 5월 17일              | 친환경 디자인의 달인 | 농약 |
| 78   | 2009년 5월 31일              | 손바닥 치기의 달인   | 물개 |
| 79   | 2009년 6월 7일               | 로보트의 달인        | 초딩 |
| 80   | 2009년 6월 14일              | 단맛의 달인          | 썩어 |
| 81   | 2009년 6월 21일              | 치아의 달인          | 휘바 |
| 82   | 2009년 6월 28일              | 화석의 달인          | 삽질 |
| 83   | 2009년 7월 5일               | 림보게임의 달인      | 삐끗 |
| 84   | 2009년 7월 12일              | 엉덩이의 달인 (1)    | 티팬 |
| 85   | 2009년 7월 19일              | 경호무술의 달인      | 토껴 |
| 86   | 2009년 7월 26일              | 런닝머신의 달인      | 평발 |
| 87   | 2009년 8월 2일               | 수영복의 달인        | 해녀 |
| 88   | 2009년 8월 9일               | 예언의 달인          | 얼추 |
| 89   | 2009년 8월 16일              | 물구나무 서기의 달인 | 박쥐 |
| 90   | 2009년 8월 30일              | 주방용품의 달인      | 새댁 |
| 91   | 2009년 9월 6일 (10주년 특집) | 웃기의 달인          | 정색 |
| 92   | 2009년 9월 13일              | 줄넘기의 달인 (1)    | 걸려 |
| 93   | 2009년 9월 20일              | 식탁보 빼기의 달인   | 수전 |
| 94   | 2009년 9월 27일              | 줄타기의 달인 (1)    | 타잔 |
| 95   | 2009년 10월 4일              | 송편의 달인          | 케익 |
| 96   | 2009년 10월 11일             | 주먹의 달인          | 죽빵 |
| 97   | 2009년 10월 18일             | 조형예술의 달인      | 고물 |
| 98   | 2009년 10월 25일             | 이종격투기의 달인    | 일진 |
| 99   | 2009년 11월 1일              | 균형의 달인          | 만취 |
| 100  | 2009년 11월 8일              | 발차기의 달인 (2)    | 개발 |
| 101  | 2009년 11월 15일             | 콧바람의 달인        | 비염 |
| 102  | 2009년 11월 22일             | 상모돌리기의 달인    | 락커 |
| 103  | 2009년 11월 29일             | 손바닥의 달인        | 각질 |
| 104  | 2009년 12월 6일              | 염력의 달인          | 호이 |
| 105  | 2009년 12월 13일             | 트램벌린의 달인      | 초딩 |
| 106  | 2009년 12월 20일             | 검술의 달인          | 백정 |
| 107  | 2009년 12월 27일             | 낙법의 달인          | 깁스 |

### 2010년
| 회차 | 방송일           | 주제                   | 호   |
| ---- | ---------------- | ---------------------- | ---- |
| 108  | 2010년 1월 3일   | 평행봉의 달인          | 딱해 |
| 109  | 2010년 1월 10일  | 머리얹기의 달인        | 짜부 |
| 110  | 2010년 1월 17일  | 스카이콩콩의 달인      | 벼룩 |
| 111  | 2010년 1월 24일  | 회전의자의 달인        | 쏠려 |
| 112  | 2010년 1월 31일  | 몸 그림의 달인         | 형님 |
| 113  | 2010년 2월 7일   | 복근의 달인            | 똥배 |
| 114  | 2010년 2월 14일  | 냉탕의 달인            | 동태 |
| 115  | 2010년 2월 21일  | 링의 달인              | 양파 |
| 116  | 2010년 2월 28일  | 팔꿈치 격파의 달인     | 붕대 |
| 117  | 2010년 3월 7일   | 발가락의 달인          | 물집 |
| 118  | 2010년 3월 14일  | 평균대의 달인          | 비틀 |
| 119  | 2010년 3월 21일  | 물구나무의 달인        | 역류 |
| 120  | 2010년 5월 2일   | 받아먹기의 달인        | 낼름 |
| 121  | 2010년 5월 9일   | 모자의 달인            | 탈모 |
| 122  | 2010년 5월 16일  | 목마의 달인            | 회전 |
| 123  | 2010년 5월 23일  | 친환경 완구의 달인     | 동안 |
| 124  | 2010년 5월 30일  | 뒤공중돌기의 달인      | 빈혈 |
| 125  | 2010년 6월 6일   | 종이의 달인            | 이면 |
| 128  | 2010년 6월 13일  | 흡입력의 달인          | 모기 |
| 127  | 2010년 6월 20일  | 그네의 달인            | 춘향 |
| 128  | 2010년 6월 27일  | 손바닥 격파의 달인     | 따귀 |
| 129  | 2010년 7월 4일   | 거꾸로 매달리기의 달인 | 흡혈 |
| 130  | 2010년 7월 11일  | 풍선의 달인            | 애들 |
| 131  | 2010년 7월 18일  | 과자의 달인            | 까까 |
| 132  | 2010년 7월 25일  | 발싸움의 달인          | 춘리 |
| 133  | 2010년 8월 1일   | 배의 달인              | 만삭 |
| 134  | 2010년 8월 8일   | 티셔츠의 달인          | 구제 |
| 135  | 2010년 8월 15일  | 뛰어넘기의 달인        | 도둑 |
| 136  | 2010년 8월 22일  | 쌍절곤의 달인          | 아뵤 |
| 137  | 2010년 8월 29일  | 종이 오리기의 달인     | 유아 |
| 138  | 2010년 9월 5일   | 줄다리기의 달인        | 영차 |
| 139  | 2010년 9월 12일  | 대나무 공예의 달인     | 죽돌 |
| 140  | 2010년 9월 19일  | 피하기의 달인          | 수배 |
| 141  | 2010년 9월 26일  | 사다리타기의 달인      | 내기 |
| 142  | 2010년 10월 3일  | 튀기기의 달인          | 분식 |
| 143  | 2010년 10월 10일 | 신문지의 달인          | 사절 |
| 144  | 2010년 10월 17일 | 프로레슬링의 달인      | 왕표 |
| 145  | 2010년 10월 24일 | 턱걸이의 달인          | 예비 |
| 146  | 2010년 10월 31일 | 코의 달인              | 딱지 |
| 147  | 2010년 11월 7일  | 접시의 달인            | 서빙 |
| 148  | 2010년 11월 14일 | 줄넘기의 달인 (2)      | 쌩쌩 |
| 149  | 2010년 11월 21일 | 하이힐의 달인          | 또각 |
| 150  | 2010년 11월 28일 | 줄타기의 달인 (2)      | 타잔 |
| 151  | 2010년 12월 5일  | (한 손)받기의 달인     | 접대 |
| 152  | 2010년 12월 12일 | 겨울용품의 달인        | 땀띠 |
| 153  | 2010년 12월 19일 | 허리의 달인            | 복대 |
| 154  | 2010년 12월 26일 | 슬랩스틱의 달인        | MC   |

### 2011년
| 회차 | 방송일                      | 주제                 | 호   |
| ---- | --------------------------- | -------------------- | ---- |
| 155  | 2011년 1월 2일              | 외줄타기의 달인      | 낙상 |
| 156  | 2011년 1월 9일              | 액션연기의 달인      | 에로 |
| 157  | 2011년 1월 16일             | 재활용품 공예의 달인 | 넝마 |
| 158  | 2011년 1월 23일             | 신문지 위의 달인     | 노숙 |
| 159  | 2011년 1월 30일             | 비누방울의 달인      | 세탁 |
| 160  | 2011년 2월 6일              | 풍선 헤딩의 달인     | 물개 |
| 161  | 2011년 2월 13일             | 풍선 만들기의 달인   | 행사 |
| 162  | 2011년 2월 20일             | 자전거의 달인        | 세발 |
| 163  | 2011년 2월 27일             | 스피드의 달인        | 거북 |
| 164  | 2011년 3월 6일              | 애완동물의 달인      | 사료 |
| 165  | 2011년 3월 13일             | 새총의 달인          | 참새 |
| 166  | 2011년 3월 20일             | 서빙의 달인          | 생맥 |
| 167  | 2011년 3월 27일             | 와이어의 달인        | 성룡 |
| 168  | 2011년 4월 3일              | 병따개의 달인        | 병만 |
| 169  | 2011년 4월 10일             | 매직의 달인          | 유성 |
| 170  | 2011년 4월 17일             | 손 안쓰기의 달인     | 수타 |
| 171  | 2011년 4월 24일             | 원통의 달인          | 떼굴 |
| 172  | 2011년 5월 1일              | 로데오의 달인        | 음매 |
| 173  | 2011년 5월 8일              | 효과음의 달인        | 비명 |
| 174  | 2011년 5월 15일             | 윗몸일으키기의 달인  | 현빈 |
| 175  | 2011년 5월 22일             | 동물표현의 달인      | 주사 |
| 176  | 2011년 5월 29일             | 피겨 스케이팅의 달인 | 연아 |
| 177  | 2011년 6월 5일              | 심리연구의 달인      | 작두 |
| 178  | 2011년 6월 12일             | 굴삭기의 달인        | 삽질 |
| 179  | 2011년 6월 19일             | 자가발전의 달인      | 감전 |
| 180  | 2011년 6월 26일             | 공중천의 달인        | 커텐 |
| 181  | 2011년 7월 3일 (600회 특집) | 인맥의 달인 (2)      | 독방 |
| 182  | 2011년 7월 10일             | 악기의 달인 (2)      | 뮤뱅 |
| 183  | 2011년 7월 17일             | 비디오 아트의 달인   | 야동 |
| 184  | 2011년 7월 24일             | 석궁의 달인          | 로빈 |
| 185  | 2011년 7월 31일             | 바디페인팅의 달인    | 낙서 |
| 186  | 2011년 8월 7일              | 바지의 달인          | 칠부 |
| 187  | 2011년 8월 14일             | 독침의 달인          | 말벌 |
| 188  | 2011년 8월 21일             | 키다리의 달인        | 깔창 |
| 189  | 2011년 8월 28일             | 손끝격파의 달인      | 응침 |
| 190  | 2011년 9월 4일              | 고음의 달인          | 삑살 |
| 191  | 2011년 9월 11일             | 샌드아트의 달인      | 사막 |
| 192  | 2011년 9월 18일             | 프리러닝의 달인      | 월담 |
| 193  | 2011년 9월 25일             | 소리 수집의 달인     | 도청 |
| 194  | 2011년 10월 2일             | S 보드의 달인        | 오공 |
| 195  | 2011년 10월 9일             | 물 마시기의 달인     | 하마 |
| 196  | 2011년 10월 16일            | 철사 공예의 달인     | 고물 |
| 197  | 2011년 10월 23일            | 한 발의 달인         | 깽깽 |
| 198  | 2011년 10월 30일            | 미스테리의 달인      | 빵상 |
| 199  | 2011년 11월 6일             | 엉덩이의 달인 (2)    | 좌약 |
| 200  | 2011년 11월 13일            | 외발자전거의 달인    | 사륜 |

### 종영 이후
- 코너가 종영된 이후로 특집 때마다 몇차례 방영되었다.

| 회차 | 방송일                            | 주제        | 호                     |
| ---- | --------------------------------- | ----------- | ---------------------- |
| 번외 | 2013년 6월 9일 (700회 특집)       | 정글의 달인 | SBS~SBS~SBS~ 서울방송~ |
| 번외 | 2017년 5월 28일 (900회 특집)      | 쏘기의 달인 | 꿀벌                   |
| 번외 | 2017년 5월 28일 (900회 특집)      | 물속의 달인 | 우럭                   |
| 번외 | 2019년 5월 26일 (1000회 특집 2부) | 오지의 달인 | 추방                   |

## 기타

### 김병만의 달인쇼
2010년 9월 22일에는 추석 특집으로 《김병만의 달인쇼》가 방송된 바 있다. 이 프로그램은 그 동안 〈달인〉에서 선보인 내용 가운데 가장 인기가 많은 7개 내용(트램펄린의 달인, 추위를 못 느끼는 달인, 몸그림의 달인, 흡입의 달인, 링의 달인, 미각을 못 느끼는 달인, 잠수의 달인)을 연속으로 재구성하여 방영했다.
《김병만의 달인쇼》는 13.3%의 시청률을 기록하며 연휴기간 동안 방영된 추석 특집 프로그램 가운데 시청률 1위를 차지하였다.

### 일본 예능프로그램 출연
출연자들은 2011년 3월 23일에 일본 TBS에서 방송된 한 예능 프로그램에 출연한 바가 있다. 이 날 방송에서 김병만은 머리 위에 여성을 올린 채 중심잡기, 뒤로 공중돌기를 계속하면서 생활을 하는 달인, 생수통 속 공기를 입으로 빨아들이는 달인 등 진정한 달인의 모습을 선보이며 방청객들의 갈채를 받았다. 일본 개그계의 대부로 통하는 시무라 켄도 방청석에서 시종일관 박수와 탄성을 직접 연발하며 노우진, 김병만, 류담의 개그 호흡에 찬사를 보냈다. 방송을 접한 네티즌들은 "일본에서도 통하는 달인 김병만", " 자랑스럽다", "대단하다 개그계의 국가대표다", "앞으로 더 좋은 활동을 기대할게요" 등의 반응을 보였다.

### NG
2009년 9월 20일에 방송된 식탁보 빼기의 달인편에서 마지막에 실패해서 웃음을 주는 것으로 기획하였지만 성공해버려 내용상 NG가 나고 말았다.

### 병만로이드
국내 서브컬처에서는 이를 "병만로이드"라고 불리는데 김병만+보컬로이드라는 뜻으로 2011년 7월 10일 방송분에서 비롯된 필수요소였으며 2015년 누군가의 영상을 계기로 유행을 타면서 티비플 내에선 필수요소로 사용되고 있으며, "디지털드럭"에서는 최초의 병만로이드 합작인 "병만곡"을 유튜브에 투고하였다.

## 같이 보기
- 개그콘서트
- 개그콘서트의 종영된 코너 목록
- 봉숭아 학당